# Quasistar

Comparazione della grandezza di una quasistar con alcune delle più grandi stelle conosciute

Una quasistar è un ipotetico tipo di stella supermassiccia che si ritiene essere esistito nelle prime fasi della storia dell'Universo. Diversamente dalle stelle attuali, che sono alimentate dalle reazioni di fusione nucleare, l'energia di una quasistar proverrebbe dall'energia potenziale gravitazionale liberata dalla caduta della materia all'interno di un buco nero centrale.

## Formazione
Si ritiene che tale tipo di oggetti si formi quando il nucleo di una protostella massiccia, durante la sua formazione, collassi direttamente in buco nero, mentre gli strati esterni al nucleo possiedono una massa tale da consentirgli di assorbire la grande energia rilasciata dalla genesi del buco nero e dunque di non essere espulsi nello spazio circostante (come accade invece nelle supernove). Una quasistar, per formarsi, dovrebbe dunque avere una massa almeno mille volte quella del Sole.

La pressione di radiazione rilasciata dall'energia emessa dalla caduta della materia nel buco nero controbilancia la gravità stessa del buco nero, creando un equilibrio simile a quello delle attuali stelle di sequenza principale. Gli astrofisici ritengono che la vita di una quasistar possa durare al massimo un milione di anni, trascorsi i quali il buco nero centrale ha incrementato la propria massa ad oltre diecimila masse solari, inghiottendo il resto dell'oggetto; tali buchi neri di massa intermedia avrebbero poi dato luogo agli attuali buchi neri supermassicci.
Si ritiene che le quasistar avessero delle temperature superficiali superiori a circa 10.000 kelvin), ma con diametri enormemente più vasti, dell'ordine dei dieci miliardi di km; ogni quasistar avrebbe poi irradiato una quantità di energia pari a quella emessa da una piccola galassia. Tali stelle, così massicce, potrebbero essersi formate solamente nelle prime fasi della storia dell'Universo, quando l'idrogeno e l'elio non erano ancora contaminati con elementi più pesanti.